# EN1-ST03
La route EN1-ST03 est une route reliant João Teves à Achada Fazenda dans l'île de Santiago au Cap-Vert.

## Présentation
La route s'étend de João Teves à Achada Fazenda, en chemin elle longe le barrage de Poilão. 

## Tracé
- João Teves
- Poilão
- Achada Fazenda